# Nomi Munekatsu
Nomi Munekatsu (乃美宗勝?; 1527 – 28 ottobre 1592) è stato un samurai giapponese del periodo Sengoku servitore del clan Mōri e comandante navale agkli ordini di  Kobayakawa Takakage.

## Biografia
Munekatsu servì Mōri Motonari e Mōri Terumoto ed era un marinaio comandante di flotta al comando di Kobayakawa Takakage. Ebbe un ruolo importante durante la battaglia di Miyajima e nella sconfitta di Sue Harukata. Nella prima battaglia di Kizugawaguchi sconfisse una flotta del clan Oda.